# 江浦路站
江浦路站位于中华人民共和国上海市杨浦区控江路与江浦路交叉口，是上海地铁8号线与18号线的地铁换乘站。8号线部分于2007年12月29日开通，18号线部分于2021年12月30日开通。

## 车站结构
| 地面层   | 出入口             | 1-6出入口                        |  |  |
| 地下一层 | 站厅               | 票务服务、自动售票机、人工服务台 |  |  |
| 地下二层 |                    | █ 18号线 往长江南路（抚顺路）    |  |  |
|          | 岛式站台，左侧开门 |                                  |  |  |
|          |                    | █ 18号线 往航头（江浦公园）      |  |  |
| 地下三层 |                    | █ 8号线 往沈杜公路（鞍山新村）   |  |  |
|          | 岛式站台，左侧开门 |                                  |  |  |
|          |                    | █ 8号线 往市光路（黄兴路）       |  |  |

两线总体成“T”形换乘，可通过站台之间的楼梯节点或站厅换乘（遇客流高峰换乘楼梯将单向通行）。该节点于8号线车站建设时预留空腔，导致地墙深达43米。18号线与8号线换乘节点周边存在大量管线，经研究，管线叠排路面抬高、管线绕行、临时管线桥、盾构（顶管）穿越等各方案均不可行。最终，在8号线车站南侧15.9米、北侧10.1米范围内的18号线车站主体以及4号口通道采用冻结暗挖法，车站主体开挖尺寸23.70米×12.92米，冻结时间长达1年。为减少暗挖体积，节约成本，车站的通风布置、管线布置、站厅付费区布置均经过调整。由于前期研究表明分段冻结开挖可以减少土体膨胀，最终暗挖段被分为9块分期冻结施工。2021年1月，车站主体暗挖段完成开挖。
此外，8号线江浦路车站与鞍山新村站间双向隧道设有一条联络通道，亦为冻结暗挖法施工。

## 车站出口
江浦路站共有6个出入口，近3号出口设地下连通道通向毗邻的紫荆广场，近6号出口设地下连通道通向毗邻的新华医院儿科综合楼，各出入口如下所示：
| 出口编号            | 出口指示         | 照片 |
| ------------------- | ---------------- | ---- |
| 1 · 出口            | 控江路，长浜路   |      |
| 2 · 出口 · （设有） | 控江路           |      |
| 3 · 出口            | 控江路           |      |
| 4 · 出口 · （设有） | 江浦路           |      |
| 5 · 出口            | 江浦路           |      |
| 6 · 出口            | 江浦路，双辽支路 |      |
| 图例： 设有         |                  |      |

## 公交换乘
6、14、70、80、103、220、308、310、554、713、716、843、871

## 车站周边
- 紫荆广场
- 新华医院